# Jonas Hector
Jonas Hector (Saarbrücken, el 27 de maig de 1990) és un futbolista alemany que juga com a lateral esquerre amb el 1. FC Köln i la selecció alemanya.